# Marinča vas
Marinča vas este o localitate din comuna Ivančna Gorica, Slovenia, cu o populație de 110 locuitori.